# Coniolachnus
Coniolachnus is een kevergeslacht uit de familie van de boktorren (Cerambycidae). De wetenschappelijke naam van het geslacht werd voor het eerst geldig gepubliceerd in 1898 door Fairmaire.

## Soorten
Coniolachnus is monotypisch en omvat slechts de volgende soort:
- Coniolachnus aculeatus Fairmaire, 1898